# Konzulat Republike Slovenije v Santiagu de Chile
Konzulat Republike Slovenije v Santiagu de Chile je diplomatsko-konzularno predstavništvo (konzulat) Republike Slovenije s sedežem v Santiagu de Chile (Čile); spada pod okrilje Veleposlaništvu Republike Slovenije v Argentini.
Trenutni častni konzul je Žiga Legvart.